# 砂漠の雨 (アルバム)
『砂漠の雨』（さばくのあめ）は、Luis-Maryの通算3枚目のアルバム。1992年3月16日発売。発売元は日本クラウン。

## 解説
- 先行シングル「WHiSPER (in your eyes)」を含む。

## 収録曲
1. Go AHEAD (instrumental) 
  - 作曲:丸山武久・斎藤光浩
2. Heaven
  - 作詞:西川貴教／作曲:丸山武久
3. La La Me
  - 作詞:丸山武久・西川貴教／作曲:丸山武久
4. BLIND BOY
  - 作詞:西川貴教／作曲:丸山武久
5. Liberate the Prisoner
  - 作詞:西川貴教／作曲:丸山武久
6. 砂漠の雨
  - 作詞:西川貴教／作曲:山下善次
7. WHiSPER (in your eyes)
  - 作詞:西川貴教／作曲:有田賢
8. Cry out for murder
  - 作詞:西川貴教／作曲:西川貴教
9. CONQUEST-spider's wed-
  - 作詞:西川貴教／作曲:丸山武久
10. Juvenile Dreams
  - 作詞:西川貴教／作曲:山下善次
11. -mju:-
  - 作詞:山下善次・西川貴教／作曲:山下善次
12. ALL OVER (instrumental)
  - 作曲:丸山武久・斎藤光浩

## 関連作品
- Best Collection (#3・4・5)
- PERFECT SELECTION (#2・3・6・11)
- PERFECT SELECTION.2 (#7)
- PERFECT SELECTION.3 (#1・7・8・9・12)